# Солдатская синагога (Севастополь)
Солдатская синагога — молитвенный дом николаевских солдат, ветеранов Крымской войны. Первая в истории города синагога, построенная в Севастополе на центральном городском холме после Крымской войны. До 1917 года являлась приходской.

## История
Строительство синагоги вели нижние чины-евреи, ветераны Крымской кампании, и сначала она называлась Молитвенным домом николаевских солдат. Строительство было завершено в 1874 году, а синагога открылась в 1884 году. Располагалась она по ул. Мичманская, 13 (ныне ул. Дроздова, 13). Предположительно здание Солдатской синагоги находилось примерно в районе современных улиц: Воронина, Свердлова и Марата.
3 января 1910 года состоялось торжественное открытие и освящение вновь отстроенного в Севастополе еврейского молитвенного дома на месте старого вместимостью 200 человек. В день освящения севастопольским градоначальником генерал-майором С. К. Кульстремом была направлена телеграмма Государю Императору с «выражением верноподданнических чувств местных евреев». А на первом субботнем богослужении председателем правления М. М. Ландшафтом была зачитана ответная телеграмма, полученная от министра императорского двора.
Солдатская синагога была небольшой по размерам. Внешний размер здания составлял 309,58 кв. аршин. 15 ноября 1922 года верующими был заключён с Севастопольским окружным исполкомом договор на пользование Солдатской синагогой. Община состояла из 160 человек. Ей также принадлежал каменный дом и два сарая по ул. Мичманская, 9. Имеющиеся в синагоге серебряные вещи 14 апреля 1922 года были конфискованы комиссией по изъятию церковных ценностей.
Для Севастополя одной Солдатской синагоги было недостаточно, и в 1884 году недалеко от Солдатской синагоги в центре города была открыта Главная Хоральная синагога вместимостью около 600 человек. Здание было каменное, двухъярусное с двумя подвальными помещениями. В здании имелся водопровод и электрическое освещение. Но так как в городе в то время ещё проживали крымчаки (крымские евреи), то в 1887 году была открыта небольшая крымчакская синагога, называемая молитвенным домом Крымской еврейской общины, которая в годы Гражданской войны приобрела в собственность частный дом по улице Азовской (ныне ул. Кулакова), вместимостью до 65 человек и переехала в это здание.
В 1933 году на заседании двадцатки решено было объединить две синагоги в одну «из-за колоссальных расходов на содержание». Солдатская синагога была оставлена за верующими, а Главная Хоральная синагога «отдана в пользу государства». Постановлением Президиума КрымЦИКа от 4 сентября 1933 года Главная хоральная синагога была ликвидирована.
Евреи Севастополя молились в Солдатской синагоге до 1941 года. Разрушена во время Великой Отечественной войны.